# Jan Kazimierz Zamoyski
Jan Kazimierz Zamoyski z Zamościa herbu Jelita (ur. 1658, zm. 1692) – kasztelan halicki (1688) i chełmski (?), wojewoda bełski (1689).

## Życiorys
Ojcem jego był Zdzisław Jan Zamoyski (po 1591–1670), syn Jana – podstoli lwowski 1646, kasztelan czernihowski (1656).
Matką jego była Anna Zofia Lanckorońska z Brzezia herbu Zadora.
Żoną jego została Urszula Kalińska – wdowa po Jacentym Dąmbskim, kasztelanie bieckim, konarskim kujawskim.
Jako senator wziął udział w sejmie zwyczajnym 1690 roku.
W 1690 był komisarzem rozstrzygającym spory między ziemiami ruskimi i węgierskimi.
W 1685 został ranny we Wołoszech, walcząc z nieprzyjacielem.
Zmarł bezpotomny w 1692 roku.